# Velotte-et-Tatignécourt
Velotte-et-Tatignécourt ([vəˈlɔt‿e.tatiɲeˈkuʁ] ) ist eine französische Gemeinde mit 159 Einwohnern (Stand: 1. Januar 2022) im Département Vosges in der Region Grand Est (bis 2015 Lothringen).  Sie gehört zum Arrondissement Neufchâteau (bis 2024 Épinal) und zum Gemeindeverband Mirecourt Dompaire. Die Bewohner werden Velottois und Velottoises genannt.

## Geografie
Die Gemeinde Velotte-et-Tatignécourt liegt an der Mündung der Gitte in den Mosel-Nebenfluss Madon, fünf Kilometer südöstlich der Kleinstadt Mirecourt und 25 Kilometer nordwestlich von Épinal. Die Gitte trennt die beiden Gemeindeteile Velotte und Tatignécourt.
104 der 539 Hektar der Gemeindefläche sind bewaldet.
Nachbargemeinden von Velotte-et-Tatignécourt sind Vroville im Norden, Ahéville im Nordosten, Racécourt im Osten, Dompaire im Südosten, Maroncourt und Valleroy-aux-Saules im Südwesten, Hymont im Westen sowie Mattaincourt im Nordwesten.

## Geschichte
Während Velotte in der Zeit des Ancien Régime zum Einflussgebiet der lothringischen Herzöge zählte, gehörte Tatignécourt zum Herrschaftsbereich des Kapitels Remiremont.
Am 26. Juli 1796 (8. Thermidor IV des Französischen Revolutionskalenders) entstand die Gemeinde Velotte-et-Tatignécourt aus den Dörfern Velotte und Tatignécourt.
Die Kirche wurde 1845 errichtet, das Bürgermeister- und Schulgebäude im Jahr 1833.

### Bevölkerungsentwicklung
| Jahr      | 1962 | 1968 | 1975 | 1982 | 1990 | 1999 | 2006 | 2013 | 2022 |
| --------- | ---- | ---- | ---- | ---- | ---- | ---- | ---- | ---- | ---- |
| Einwohner | 164  | 164  | 152  | 146  | 152  | 148  | 161  | 149  | 159  |

Im Jahr 1846 wurde mit 315 Bewohnern die bisher höchste Einwohnerzahl ermittelt. Die Zahlen basieren auf den Daten von cassini.ehess und INSEE.

## Sehenswürdigkeiten
- Kirche Saint-Philippe aus dem Jahr 1845
- drei Lavoirs

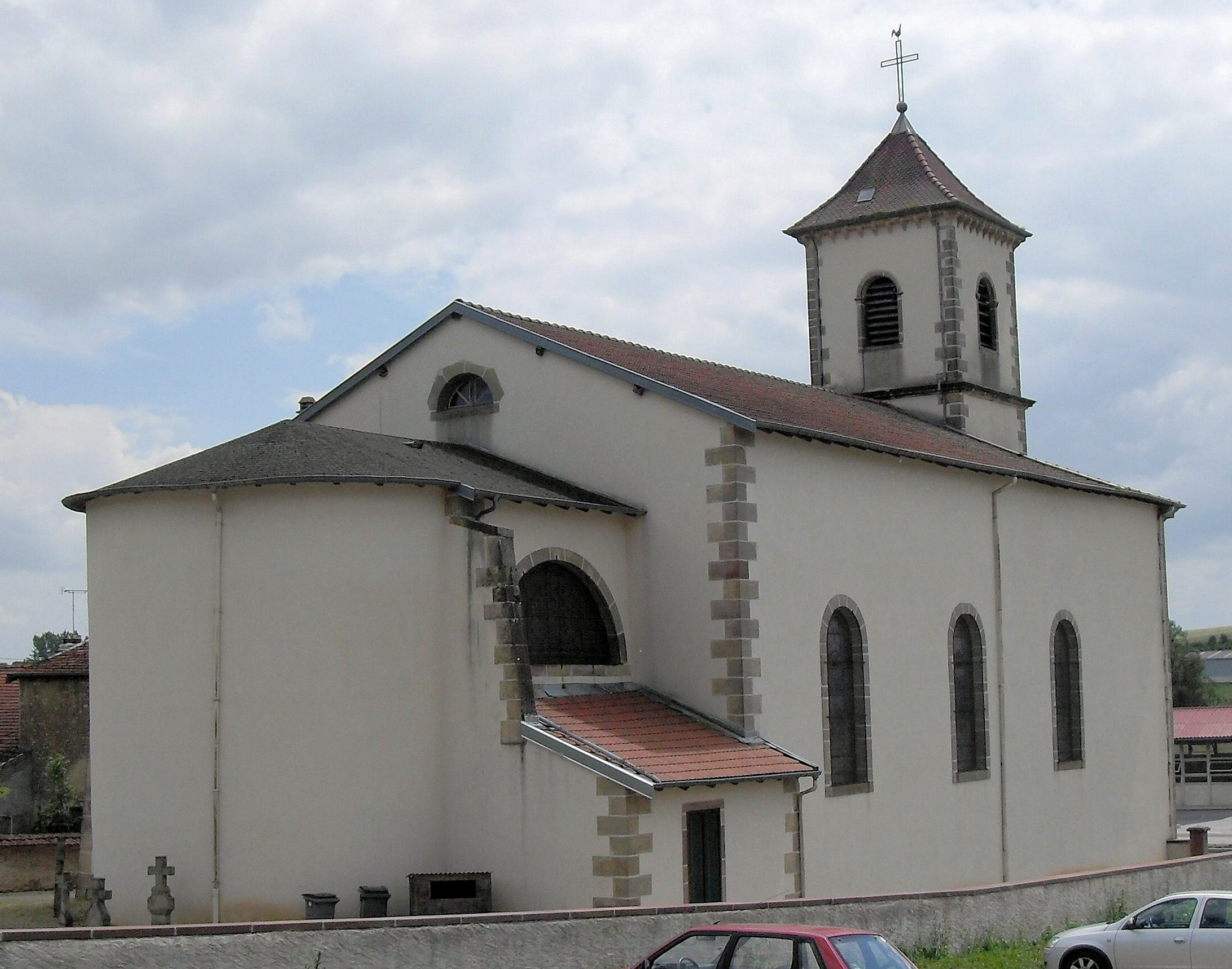
Kirche St. Philip
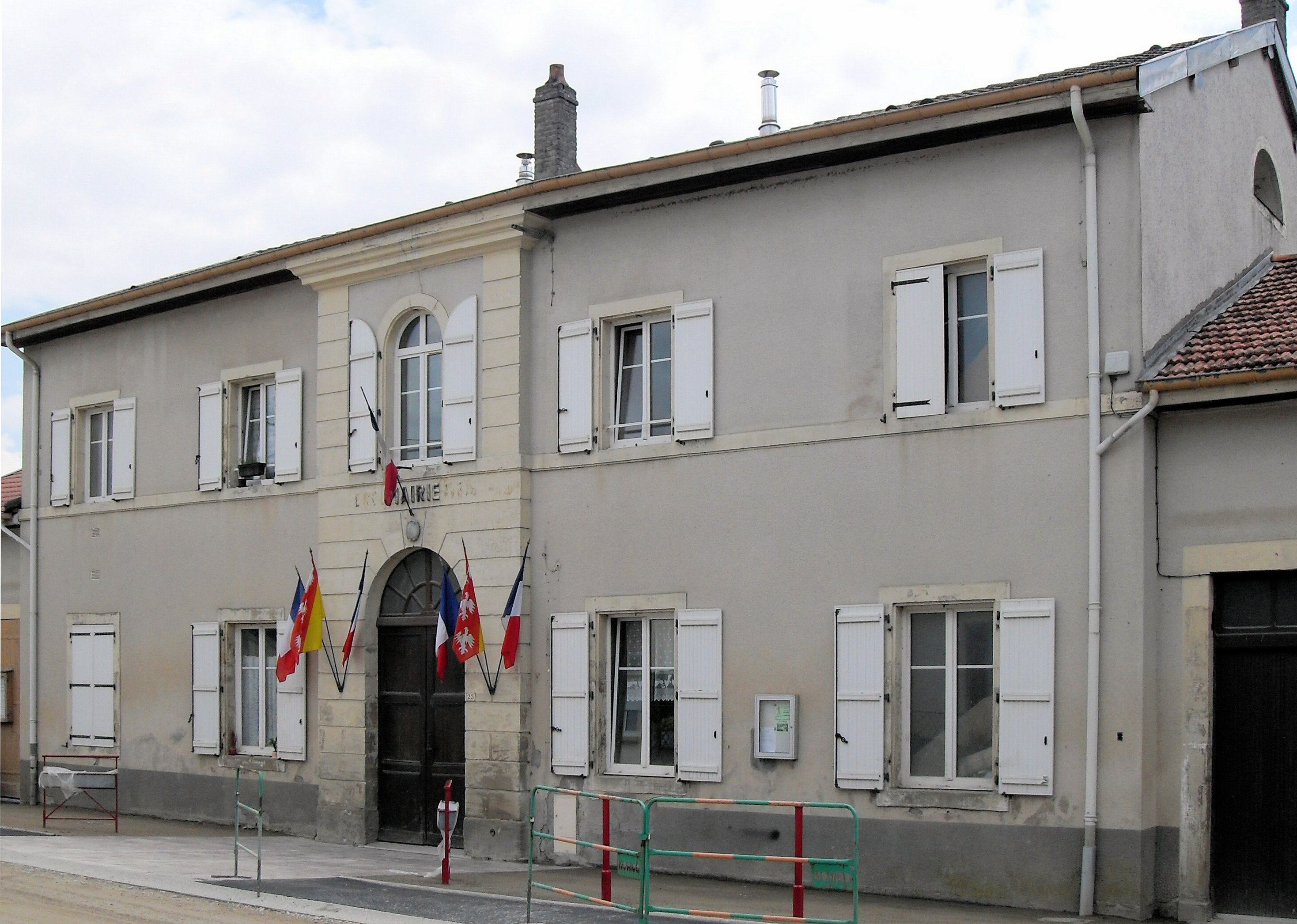
Mairie Velotte-et-Tatignécourt

## Wirtschaft und Infrastruktur
In der Gemeinde Velotte-et-Tatignécourt sind drei Landwirtschaftsbetriebe ansässig (Milchwirtschaft, Schaf- und Ziegenhaltung).
Durch Velotte-et-Tatignécourt führt die Fernstraße D 266 von Dompaire nach Mirecourt, etwas weiter westlich die parallel verlaufende teilweise zweistreifig ausgebaute D 166 von Épinal über Mirecourt nach Neufchâteau. Der Bahnhof in der Nachbargemeinde Hymont liegt an der Bahnstrecke Merrey–Hymont-Mattaincourt.

## Belege
1. ↑  Geografische Lage. In: vt.free.fr. Abgerufen am 31. Oktober 2010 (französisch).
2. ↑  Geschichte. In: vt.free.fr. Abgerufen am 31. Oktober 2010 (französisch).
3. ↑  Velotte-et-Tatignécourt auf cassini.ehess
4. ↑  Velotte-et-Tatignécourt auf insee.fr
5. ↑  Landwirtschaftsbetriebe auf annuaire-mairie.fr (französisch)